# آریما نائوزومی
آریما تائوزومی (به ژاپنی: 有馬 直純 Arima Naozumi)؛ ( ۱۵۸۶ – ۳ ژوئن ۱۶۴۱) یک سیاست‌مدار اهل ژاپن بود. او بزرگترین پسر دایمیوی مسیحی آریما هارونوبو بود. از سن پانزده سالگی برای کار به نزد توکوگاوا ایه‌یاسو فرستاده شده‌بود. وی با دختر برادر یا خواهر هوندا تاداماسا بنام ایجواین «ماراتا» ازدواج‌کرد. وی پس از اعدام پدرش آریما هارونوبو از مسیحیت دست‌کشید.